# Hemioplisis flavibasis
Hemioplisis flavibasis là một loài bướm đêm trong họ Geometridae.